# Otterbach (Mud)
Der Otterbach oder im Unterlauf auch Amorbach ist ein linker Zufluss der Mud im bayerischen Odenwald.

## Name
Es wird oft fälschlicherweise angenommen, dass der Unterlaufname Amorbach vom Gott Amor der römischen Mythologie abstamme. So wurde er als „Bach der Liebe“ übersetzt. Doch rührt der Name vom mittelalterlichen Wort amar her, das den Sommerdinkel, auch Emmer genannt, bezeichnete. Die spätere Schreibung Amor ist durch die Volksetymologie bedingt. Der Bach gab der Stadt Amorbach und dem Ortsteil Amorsbrunn ihre Namen.

## Geographie

### Verlauf
Der Otterbach entspringt nordwestlich vom Forsthaus Otterbach im Tal unterhalb der Bundesstraße 47. Er fließt an der Feriensiedlung Amorhof vorbei nach Amorsbrunn. Der Oberlauf des Otterbachs führt oft kein Wasser und er hat abschnittsweise kein festes Bachbett. Erst bei Amorsbrunn wird der trockene Bach von der gefassten Amorsquelle gespeist. Ab hier trägt er auch den Namen Amorbach. In der Stadt Amorbach mündet er in die Mud.

### Amorsquelle

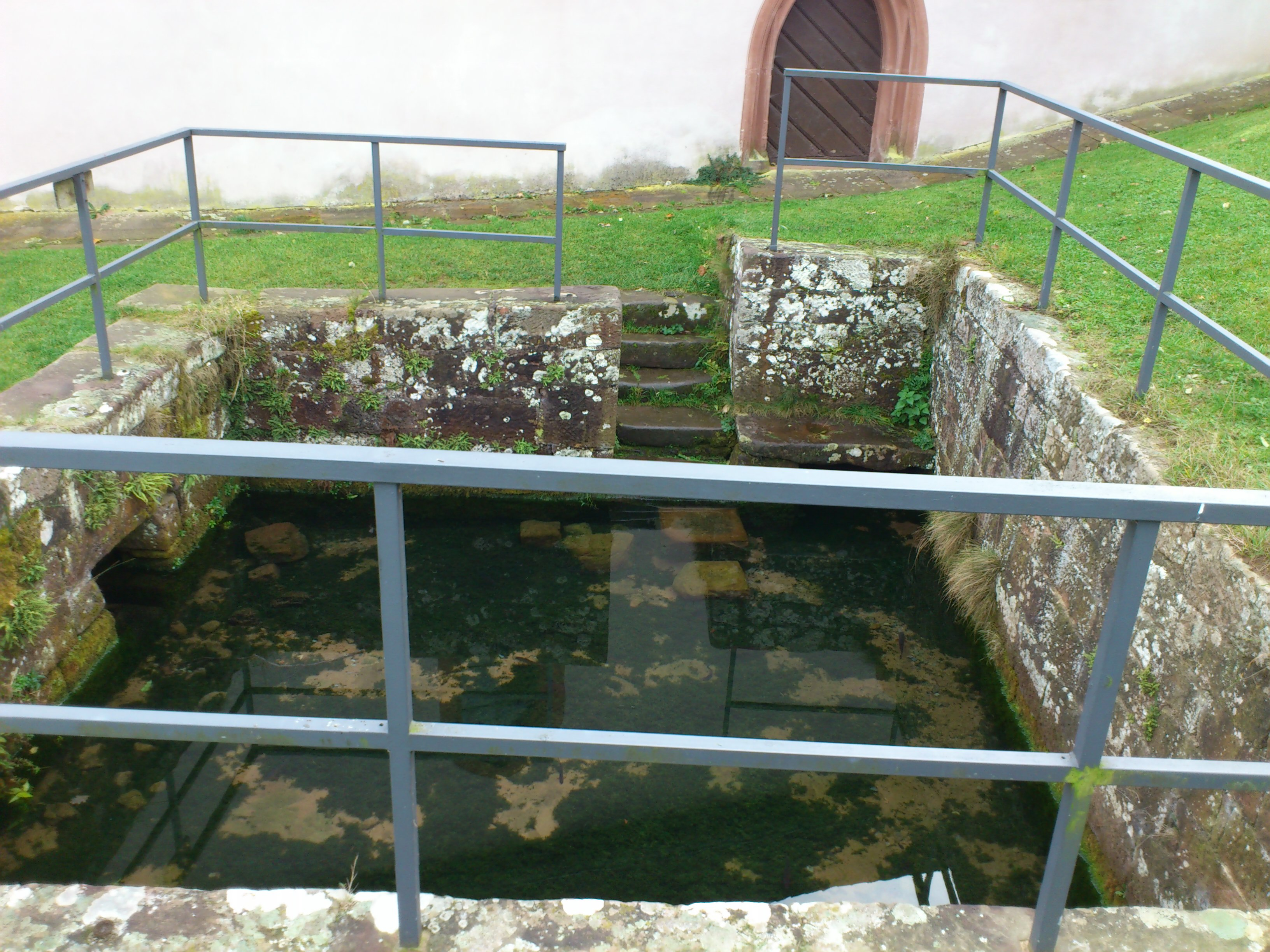
Das Quellbecken der Amorsquelle

Die Amorsquelle ⊙ liegt an der Quellenkultstätte Amorsbrunn. Ihr entspringen 4 Liter Wasser pro Sekunde. Der Quellaustritt liegt unter dem Boden der dort stehenden Kapelle und wird über einen gemauerten unterirdischen Kanal in das Quellbecken geleitet. Durch eine Öffnung im Boden der Kapelle konnte das Wasser direkt aus der Quelle geschöpft werden. 1565 entstand zur Anwendung des Quellwassers ein Heilbad. Es wurden damit vorwiegend Augenleiden und Kinderlosigkeit behandelt. Bis ins 18. Jahrhundert war das Bad überdacht. Wolfram von Eschenbach beschreibt in seinem Werk Parzival die Amorsquelle.